# Émile Boeswillwald
Ne pas confondre avec le peintre Émile Artus Boeswillwald (1873-1935).
Pour les articles homonymes, voir Boeswillwald.
Émile Boeswillwald, né à Strasbourg le 2 mars 1815 et mort à Paris le 20 mars 1896, est un architecte français. Il succède à Prosper Mérimée comme inspecteur général des monuments historiques et collabore avec Eugène Viollet-le-Duc.

## Biographie
Émile Boeswillwald naît à Strasbourg le 2 mars 1815. Il apprend le métier de tailleur de pierre et poursuit son apprentissage à Munich, en 1836. Il étudie ensuite l'architecture dans l'atelier de Henri Labrouste en intégrant l'école des Beaux-Arts en 1837.
En 1846, Ludovic Vitet et Prosper Mérimée lui confient la restauration de l'ancienne cathédrale de Laon. Il  entreprend cette tâche 1854 et la dirige jusqu'en 1896. En 1847, il devient l'architecte de la Sainte-Chapelle de Paris, où, succédant à Félix Duban et à Jean-Baptiste Antoine Lassus, il en  termine la restauration.
En 1860, Émile Boeswillwald est  nommé inspecteur général des monuments historiques en remplacement de Prosper Mérimée et, de ce fait, devient membre de la commission des monuments historiques et du conseil des bâtiments civils. À ce titre il visite dans les Vosges : Autrey, Chamagne, Champ-le-Duc, Domrémy-la-Pucelle, Épinal, Grand, Neufchâteau et Le Donon.
En qualité d'architecte diocésain, il est auxiliaire de Viollet-le-Duc et de Jean-Baptiste Antoine Lassus à Notre-Dame de Paris et construit les deux flèches de la cathédrale de Bayonne.
Également peintre, Émile Boeswillwald expose aux Salons de 1839, 1841, 1842, 1844 et 1855. Le peintre Léon Bonnat représente son ami en 1890. Il produit également des séries de dessins aquarellés sur les soldats du Premier Empire, dans les années 1890-1891.
Émile Boeswillwald meurt à Paris le 20 mars 1896. Son fils, Paul Boeswillwald et son cousin éloigné Auguste Boeswillwald, sont eux aussi architectes et son petit-fils, Émile Artus Boeswillwald, peintre.

## Œuvre
- 1843-1865 : restauration de la Recevresse et de la basilique Notre-Dame d'Avioth (Meuse)
- 1844-1860 : restauration de la sainte chapelle de Saint-Germer-de-Fly (Oise)
- 1845-1853 : restauration de la cathédrale Saint-Étienne de Toul (Meurthe-et-Moselle)[4] auquel succédera son fils, Paul
- 1847- : restauration de la Sainte-Chapelle à Paris[4]
- 1847-1856 : construction du collège Marie-Joseph (Richelieu) à Luçon (Vendée)
- 1850-1854 : construction de l'église Saint-Vaast (aujourd'hui Saint-Waast) de Soissons (Aisne)
- 1851-1854 : restauration de l'église de Montier-en-Der (Haute-Marne)[4]
- 1854-1896 : restauration de la cathédrale Notre-Dame de Laon (Aisne)[4]
- 1854-1861 et 1867-1871 : restauration de l'ancienne collégiale Saint-Florent de Niederhaslach (Bas-Rhin)
- 1855-1890 : restauration de l'abbatiale de l'abbaye de Mouzon (Ardennes)
- 1863-1870 : construction de l'église Saint-Pierre de Calais, sur la place Crévecoeur, un terrain cédé par le chanoine François Crévecoeur en 1854 (Pas-de-Calais)
- 1863-1871 : construction de l’église Saint-Martin de Pau (Pyrénées-Atlantiques)
- 1864 : construction de l'église de Masny (Nord)
- 1864-1865 : construction de la chapelle impériale de Biarritz (Pyrénées-Atlantiques)
- 1868 : construction du presbytère de Masny
- 1869 : fresques intérieures polychromes, dans le goût romantique, de l'église Saint-Aignan de Chartres[réf. souhaitée]
- 1873 : construction de la mairie de Masny
- 1879- : rénovation du château de Coucy (Aisne)[4]
- 1888 : transformation du château de Pontchartrain (Yvelines) pour Auguste Dreyfus.
- Après 1830 : supervision de la restauration de la basilique Saint-Maurice d'Épinal (Vosges)
- restauration du château de Morthemer (Vienne)[6]
- restauration de l'église de Vignory (Haute-Marne)
- restauration du palais ducal de Nancy (Meurthe-et-Moselle)[4]
- restauration d'édifices cultuels de Nancy[4]
- restauration de l'église de Neuviller-la-Roche (Bas-Rhin)[4]
- restauration de la collégiale Saint-Thiébaut de Thann (Haut-Rhin)[4]
- restauration de l'église Notre-Dame de Guebwiller (Haut-Rhin)[4]
- restauration de l'église de Murbach (Haut-Rhin)[4]
- Restauration du porche du bras droit du transept de la basilique Saint-Urbain de Troyes (Aube).

## Publications
- « Rapport sur l'église de Mouzon », dans : Edmond du Sommerard, Les monuments historiques de France à l'Exposition universelle de Vienne, Imprimerie nationale, 1876, pp. 160-161 (consulter en ligne).
- Coauteur avec René Cagnat et Albert Ballu : Timgad, une cité africaine sous l'Empire romain, Paris, 1895-1905, E. Leroux (consulter en ligne sur Gallica).

## Généalogie descendante
Émile Boeswillwald épouse Philippine Spitz (1817-1905), leurs enfants :
- Paul Boeswillwald (1844-1931) (qui suit) ;
- Jules (1848-1925).

Paul épouse Marguerite Louise Langlois (1849-1925), leurs enfants :
- Émile Artus Boeswillwald, (1873-1935) ;
- Louise Philippine (1875-1881) ;
- Louis Ernest (1877-1918) ;
- Jean-Paul (1881-1960) ;
- Marguerite (1884-1920) ;
- Marie Louis Alice (1886-1911).

## Distinctions
- médaille de seconde classe au salon, en 1849 ;
- chevalier de la légion d'honneur, en 1853 ;
- officier de la légion d'honneur, en 1865 ;
- Commandeur de la Légion d'honneur (1880)[7].